# فدولس
فدولس قرية كبيرة تقع في الحدود بين ولاية ميلة وولاية جيجل الجزائريتين وبالضبط بين أربع بلديات الشحنة جيملة وتسالة لمطاعي ومينار زارزة تعتبر همزة وصل بين هذه البلديات. تشبه هضبة جد مرتفعة يبلغ علوها حوالي 900 متر تتميز بمناخها الشديد البرودة في الشتاء بسبب التساقط الكثيف للثلوج عليها، والمعتدل صيفا.
يعتمد اقتصادها على الفلاحة والتجارة. وتتميز عن باقي المناطق بجمالها الخلاب الذي يأسر زائريها وعلوها الشاهق الذي تستطيع أن ترى العديد من بلديات جيجل وميلة وحتى أضواء مدينة قسنطينة في الليل رغم بعدها عن فدولس 100 كلم.
تصلح هذه المنطقة الشامخة لمستشفى لمرضى الربو.